# Rízia (ort i Grekland)
Rízia är en ort i Grekland.   Den ligger i prefekturen Nomós Évrou och regionen Östra Makedonien och Thrakien, i den nordöstra delen av landet, 500 km nordost om huvudstaden Aten. Rízia ligger 55 meter över havet och antalet invånare är 1 645.
Terrängen runt Rízia är platt. Runt Rízia är det ganska glesbefolkat, med 48 invånare per kvadratkilometer. Närmaste större samhälle är Orestiáda, 16,0 km sydost om Rízia. Trakten runt Rízia består till största delen av jordbruksmark.